# Mícala

Mapa de situación del monte Mícala, dominando la ciudad de Priene, con la isla de Samos al oeste y el golfo de Mileto al sur.

Mícala (en griego: Μυκάλη), también llamado Mycǎlé, Mukalê, Mykale y Mycali (actual monte Samsun Daği, en la península Dilek, de Turquía), es un monte de 1265 m de altura que se alza en la costa occidental de la Anatolia central, en Turquía, al norte de la desembocadura del río Menderes (ant. Meandro), entre este río y el Caístro, y frente a la isla de Samos. Forma parte de la cadena montañosa Mesogis de Lidia, que termina en el cabo Trogilo, un promontorio conocido posteriormente como cabo Santa María; dicho cabo está separado de la isla de Samos por un corto canal marino, el estrecho de Mícala, que tiene en su punto más estrecho tan solo 1,6 km de ancho.

## Santuario Panjonio

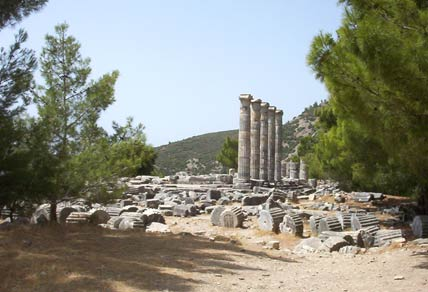
Restos del santuario Panjonio, cerca de la antigua Priene.

A unos 15 km al norte de la antigua ciudad jonia de Priene estaba situado, desde c. 800 a. C., el Panjonio (o Panionio), un santuario de Poseidón Heliconio, lugar de reunión de la Liga Jonia, y donde se celebraba una festividad religiosa, llamada Panjonia.

## Batalla de Mícala
En el 479 a. C., Mícala fue el escenario de una de las dos principales batallas que terminaron con la invasión persa de Grecia, durante las guerras Médicas (véase Batalla de Mícala). Bajo la dirección conjunta del rey espartano Leotíquidas II y del estratego ateniense Jantipo, la flota griega derrotó a la persa. Según Heródoto, la batalla tuvo lugar el mismo día que el de la victoria griega en la Batalla de Platea.